# Veckad bläcksvamp
Veckad bläcksvamp (Parasola plicatilis) är en svampart som först beskrevs av William Curtis, och fick sitt nu gällande namn av Redhead, Vilgalys & Hopple 2001. Veckad bläcksvamp ingår i släktet Parasola och familjen Psathyrellaceae.  Arten är reproducerande i Sverige. Inga underarter finns listade i Catalogue of Life.